# Leyton (metrostation)
Leyton is een station van de metro van Londen aan de Central Line. Het metrostation, dat in 1856 is geopend ligt in de plaats Leyton. In 1947 begon de dienstregeling op de Central Line.

## Geschiedenis
Op 22 augustus 1856 werd de spoorlijn tussen Temple Mills en Loughton, met onderweg station Low Leyton, door de Eastern Counties Railway (ECR) geopend als zijlijn van de Lea Valley-lijn. In 1862 werd de ECR als gevolg van een fusie onderdeel van de Great Eastern Railway (GER), die de naam van het station op 27 november 1867 omdoopte in Leyton. In 1879 werd de overweg bij het station vervangen door een brug waarbij het station werd verbouwd en een nieuw stationsgebouw boven de sporen langs het viaduct werd gebouwd. De GER ging bij de spoorwegreorganisatie van 1923 op in de London & North Eastern Railway (LNER). Zodoende kreeg de LNER twee voorstadslijnen met stoomdiensten door de noordoostelijke wijken in aanbouw. LNER had echter geen geld om de voorstadslijn te elektrificeren en gaf haar verzet tegen de verlenging van metrolijnen naar het noordoosten in 1925 op. In 1933 werd het OV in Londen genationaliseerd in de London Passenger Transport Board (LPTB) waardoor de verschillende metrobedrijven in een hand kwamen.

## Underground
LPTB kwam met het New Works Programme 1935-1940 om knelpunten in het metronet aan te pakken en nieuwe woonwijken op de metro aan te sluiten. De dienstverlening met elektrische metro's zou het voorstadsverkeer verbeteren en bovendien zouden forensen door een verlenging van de metro ook niet meer hoeven overstappen bij Liverpool Street. Het New Works Programme voorzag dan ook in de integratie van deze voorstadslijnen in de Central Line. Voor Leyton betekende het New Works Programme dat de lijn geëlektrficeerd zou worden en ten zuiden van het station werd de aansluiting op het spoorwegnet vervangen door tunnels naar Stratford en daarmee naar de rest van het metronet. De ombouw begon in 1936 en stopte in mei 1940 in verband met het uitbreken van de Tweede Wereldoorlog. De tunnels waren in ruwbouw gereed maar de afbouw begon pas na afloop van de oorlog. Op 4 december 1946 bereikte de Central Line Stratford en op 5 mei 1947 werd ook Leyton door de Central Line bediend. 

## Ligging en inrichting
Het station ligt parallel aan de A12 waar deze de Leyton High Road kruist in de London Borough of Waltham Forest. In de omgeving van het station liggen Leyton Mills Retail Park, Leyton Library, New Spitalfields Market, het Leyton Orient FC-stadion en St. Patrick's katholieke begraafplaats. De ingang van het ligt aan de brug waarmee de Leyton High Road (A112) de metro en de A12 kruist. Het station bedient de gelijknamige woonwijken die tussen 1870 en 1910 ten noorden van het station zijn opgetrokken. Aan de zuidkant valt ook de wijk Cathall van Leytonstone binnen het verzorgingsgebied.    
De naam is afgeleid van de geografische ligging, zijnde aan de "tun" (meander) van de rivier de Lea ( ley), en de oude parochie heette Low Leyton.
Hoewel er enkele wijzigingen werden doorgevoerd bij de overgang van het station van de London & North Eastern Railway naar London Underground is het station goeddeels in de staat zoals in 1879. In de jaren negentig werden de noordelijke kaartverkoop en ingang – daterend uit 1901 – verwijderd in verband met de verlenging van de M11, later de A12 die toen naast het station werd gebouwd. De twee  Victoriaanse perrons zijn met de stationshal verbonden via vaste trappen. 

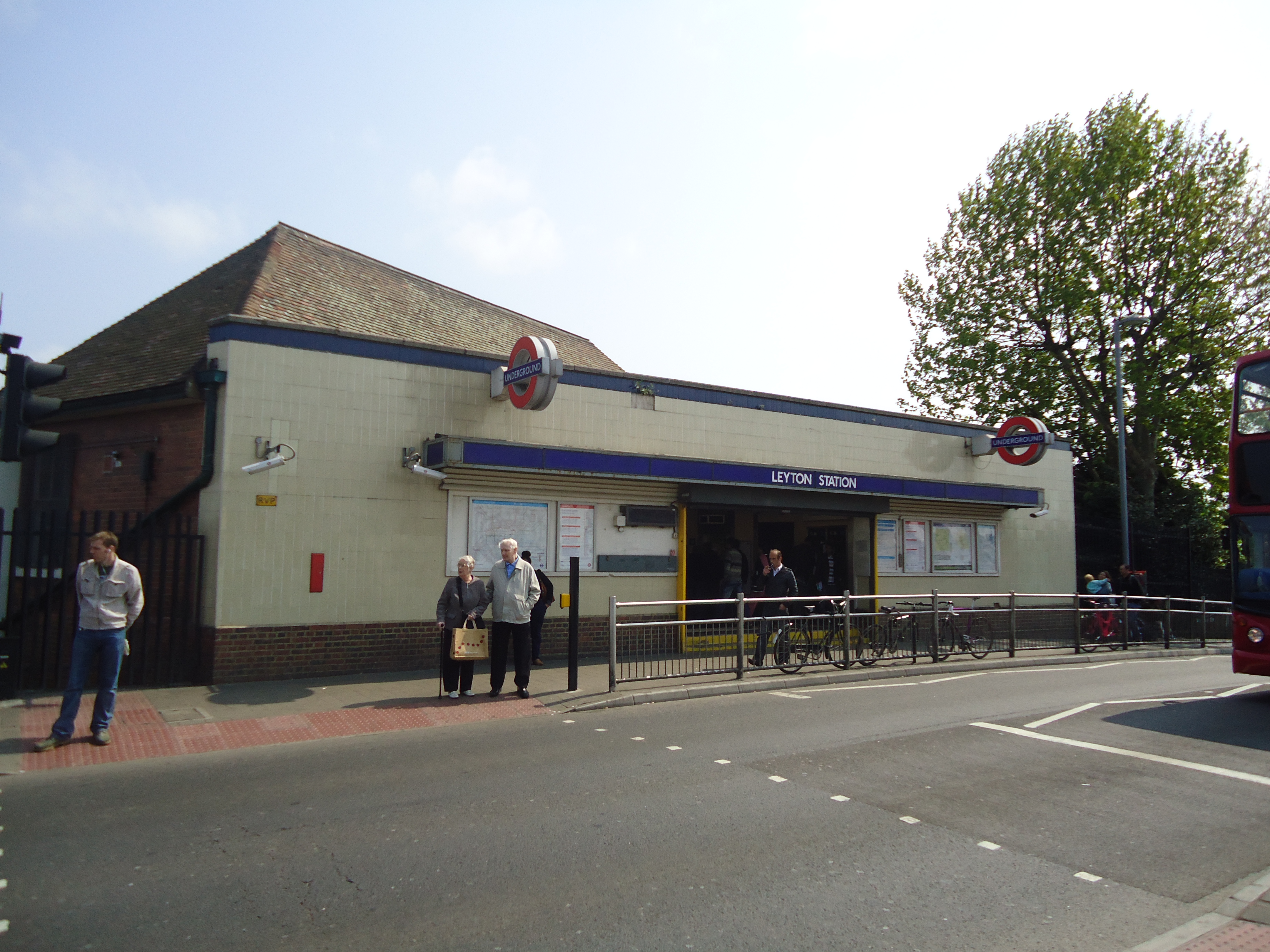
Het stationsgebouw.
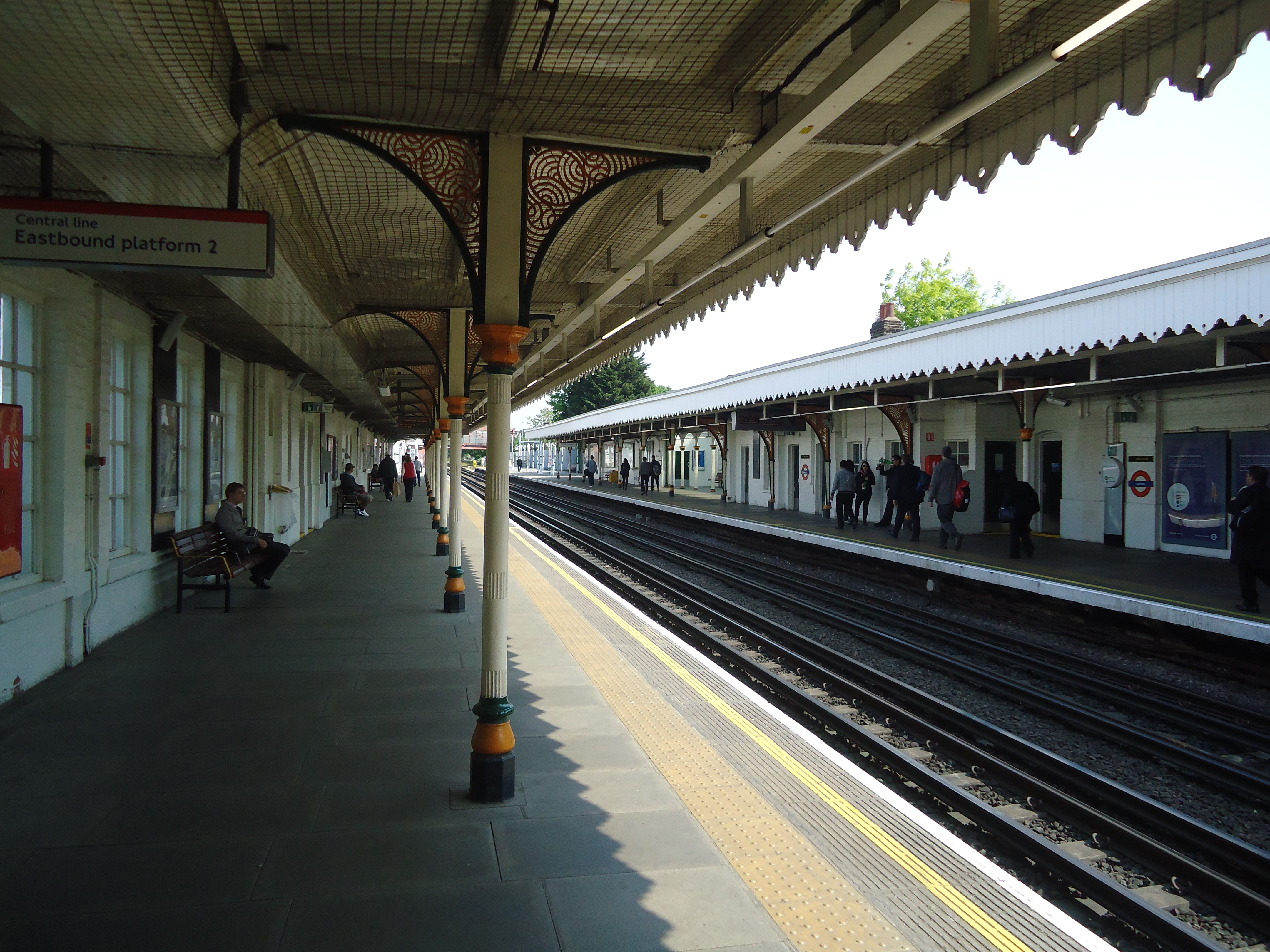
De sporen en perrons gezien vanaf de toegangstrappen.
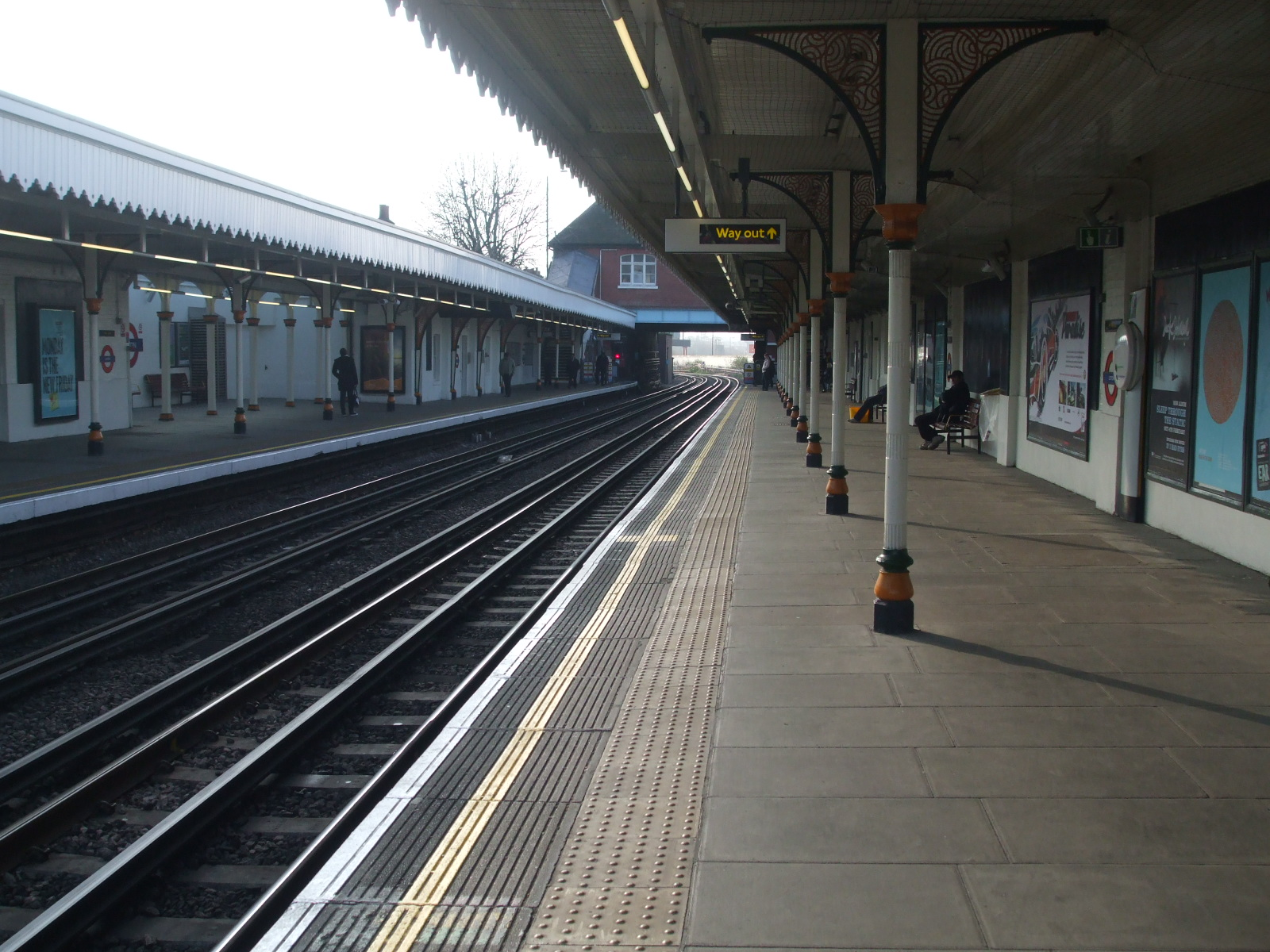
De sporen en perrons onder het stationsgebouw.

## Renovatie
In het midden van de jaren 2000 werd het station grondig gerenoveerd door een publiek private samenwerking. Volgens Transport for London (TfL) is het station tijdens de spitsuren overvol vanwege de kleine stationshal en de geringe afstand tussen de smalle stoep en de OV-poortjes. In 2011 werd aangekondigd dat de capaciteit van het station zou worden verhoogd, om het hoofd te bieden aan de voorspelde extra reizigers tijdens de Olympische Spelen van 2012 en om de bestaande opstoppingen te verminderen. Dit werk zou onder andere een nieuwe toegang tot Goodall Road omvatten bij het perron voor de metro's naar het centrum, dit is echter niet uitgevoerd. In 2019 werd aangekondigd dat Waltham Forest en Transport for London £ 18 miljoen zouden uittrekken voor de uitbreiding en verbetering van het station. Dit project omvat de bouw van een nieuwe, grotere stationshal ten noorden van die uit 1879, een nieuwe voetgangersbrug, bredere trappen en het rolstoeltoegankelijk maken van de perrons. Het bestaande stationssgebouw zou dan door TFL Property worden herbestemd als winkeleenheid. In 2020 werd een financieringsovereenkomst getekend tussen Waltham Forest en TFL, die in 2024 werd aangevuld met middelen van de Britse overheid uit het Levelling Up Fund. De werkzaamheden werden in de zomer van 2024 aangevat.

## Reizigersdienst
Leyton ligt tussen de stations Stratford en Leytonstone op de London Underground Central Line in tariefzone 3, de opvolgende stations zijn beide een zonegrens. De metrodiensten rijden gewoonlijk tussen West Ruislip en Epping, en tussen Ealing Broadway en Hainault. De normale dienst in de daluren omvat:
- 12 metro's per uur oostwaarts naar Epping of Loughton
- 9 metro's per uur oostwaarts naar Hainault of Woodford
- 3 metro's per uur oostwaarts naar Newbury Park
- 12 metro's per uur westwaarts naar West Ruislip of Northolt
- 9 metro's per uur westwaarts naar Ealing Broadway
- 3 metro's per uur westwaarts naar White City

Night Tube- diensten doen dit station aan in de nachten van vrijdag op zaterdag en zaterdag op zondag. De nachtmetro's rijden elke 10 minuten naar Hainault via Newbury Park of Loughton in oostelijke richting, en naar Ealing Broadway of White City in westelijke richting.